# Matthias Temmermans

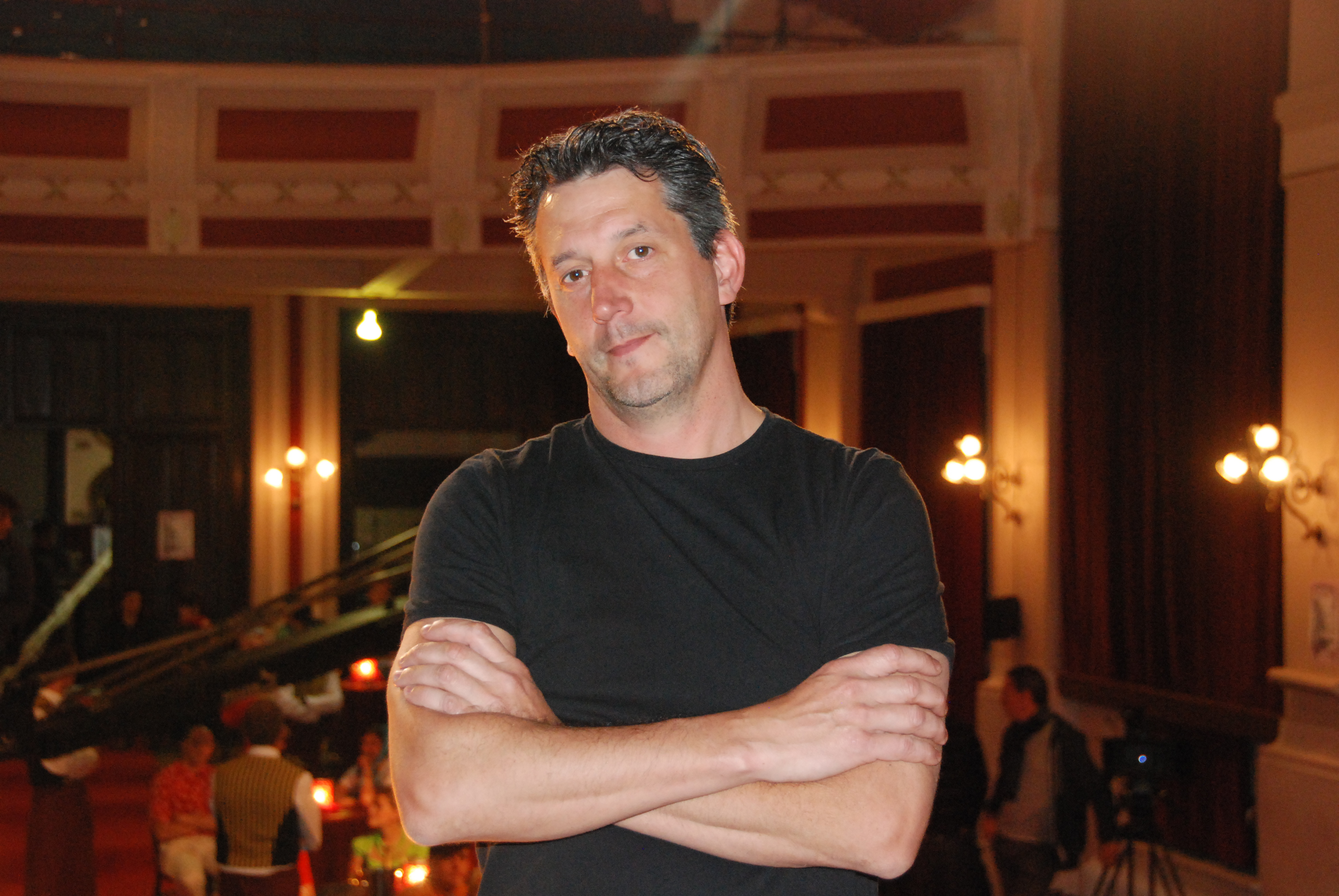
Matthias Temmermans

Matthias Temmermans (Sint-Niklaas, 3 januari 1968) is een Vlaamse regisseur.

## Levensloop
Temmermans studeerde communicatiewetenschappen in Antwerpen en ging daarna naar de filmschool Sint-Lucas in Brussel.
Hij stond mede aan de wieg van de kinderzender "Kinderatelier" en stapte later over naar Filmnet, waar hij KTV maakte. De eerste grote televisieprojecten waren De XII werken van Vanoudenhoven en Brussel Nieuwsstraat.
Voor Studio 100 realiseerde hij tal van videoclips, films en series. In 2003 regisseerde hij de derde Plopfilm Plop en de Toverstaf. Daarna volgden nog drie Plopfilms: Plop en Kwispel, Plop en het Vioolavontuur en Plop in de stad. In 2005 regisseerde hij de kinderserie Booh!.
In 2006 ontwikkelde Temmermans samen met Gert Verhulst en Sven Duym de Ketnet-serie Mega Mindy. In 2007 maakte hij de derde K3-film K3 en de kattenprins. Na de realisatie van tal van afleveringen maakte hij in 2009 de eerste film van superheldin Mega Mindy: Het geheim van Mega Mindy. Dit debuut werd onmiddellijk gevolgd door Mega Mindy en het Zwarte Kristal (2010). Hij is ook bekend als de stem van Bliep.
In 2009 werkte hij als regisseur mee aan Wij van België. Voor Nickelodeon regisseerde hij de Sinterklaas-reeks Slot Marsepeinstein. Vanaf december 2011 liep op Ketnet Rox, een jeugdfictiereeks met drie helden en hun superauto. Deze serie werd geregisseerd door Temmermans.
In 2015 trok hij met de acteurs van Mega Mindy en Rox naar Malta voor de opnamen van Mega Mindy versus Rox.  In 2016 filmde hij de reeks Kosmoo.
Temmermans regisseerde de langspeelfilms H.I.T. uit 2017 over en met De Romeo's, en Familie Claus uit 2020.

## Televisie & Film

### Regisseur
- REWIND (2022)
- Fien & Teun - het grote dierenfeest (2021)
- De Familie Claus (2020)
- Zoë & Silos (2017)
- H.I.T. - De Romeo's (2017)
- Kosmoo (2016)
- Mega Mindy versus ROX (2015)
- De avonturen van Lolly Lolbroek (2015)
- Jul & Julia (2015)
- Rox (2011) - 1 aflevering
- Mega Mindy en het zwarte kristal (2010)
- Slot Marsepeinstein (2009-2010)
- Mega Toby (2010)
- Samen lachen jr. (2009)
- Het geheim van Mega Mindy (2009)
- K3 en de kattenprins (2007)
- Plop in de stad (2006)
- Mega Mindy (2006)
- Plop en het vioolavontuur (2005)
- Booh! (2005)
- Plop en Kwispel (2004)
- K3 in Wonderland (2004)
- Plop en de Toverstaf (2003)
- Brussel Nieuwsstraat (2000-2001)

### Acteur
- Fien & Teun - het grote dierenfeest (2021) - als Rosa
- Mega Mindy versus ROX (2015) - als Bliep (stem)
- Mega Mindy en de snoepbaron (2011) - als Bliep (stem)
- Mega Mindy en het zwarte kristal (2010) - als Bliep (stem)
- Het geheim van Mega Mindy (2009) - als Bliep (stem)
- Mega Mindy (2006-2014) - als Bliep (stem)

### Schrijver
- De Familie Claus (2020)
- H.I.T. - De Romeo's (2017)
- Mega Toby (2010)
- Het geheim van Mega Mindy (2009)
- Plop en het vioolavontuur (2005)